# ついておいでよ男たち
『ついておいでよ男たち』（ついておいでよおとこたち）は、1992年10月15日から1993年1月14日までテレビ朝日系列局で放送されていたテレビ朝日制作のトークバラエティ番組。全11回。放送時間は毎週木曜 19:30 - 19:58 （日本標準時）。

## 概要
毎回男性タレントをゲストに招いていた公開収録番組で、スタジオ観覧者は殆どが女性だった。司会はルー大柴と蓮舫が、ナレーターは冬馬由美が務めていた。

## エンディングテーマ
- 恋人と呼べないDistance (MANISH)